# حییم نحمان بیالیک
حییم نحمان بیالیک (به عبری: חיים נחמן ביאליק) شاعر عبری‌زبان، نویسنده کودک، مترجم، ناشر و پیشگام شعر نو عبری بود. از وی به عنوان «شاعر ملی اسرائیل» و یکی از چهره‌های مهم و تأثیرگذار در ادبیات عبری و ییدیش یاد می‌شود.
حییم بیالیک در اوکراینی‌نشین امپراتوری روسیه متولد شده بود.
وی از اعضای اولین هیئت علمی دانشگاه عبری اورشلیم و از سخنرانان مراسم افتتاح دانشگاه در ۱ آوریل ۱۹۲۵ میلادی بود.
حییم بیالیک پس از دوره‌ای بیماری، بر اثر عفونت عمل پروستات در وین درگذشت. خاکسپاری وی در تل‌آویو و در میان جمع زیادی از مردم برگزار شد.

## باورها
حییم بیالیک به تعهد نگارش و مسئولیت‌پذیری نویسندگان نسبت به مشکلات و کمبودهای جامعه و تن‌ندادن به خودسانسوری تأکید داشت.

## یادمان‌ها
- جایزه بیالیک، جایزه‌ای ادبی که از سال ۱۹۳۳ به «برترین اثر ادبی عبری» اهدا می‌شود.[۴]
- کریات بیالیک، شهری در استان حیفا
- کفار بیالیک، موشاوی در استان حیفا
- خانه بیالیک، خانهٔ سابق، از آثار ملی اسرائیل و اکنون موزه‌ای در شهر تل‌آویو
- خیابان بیالیک، در تل‌آویو
- میدان بیالیک، در تل‌آویو

## نگارخانه

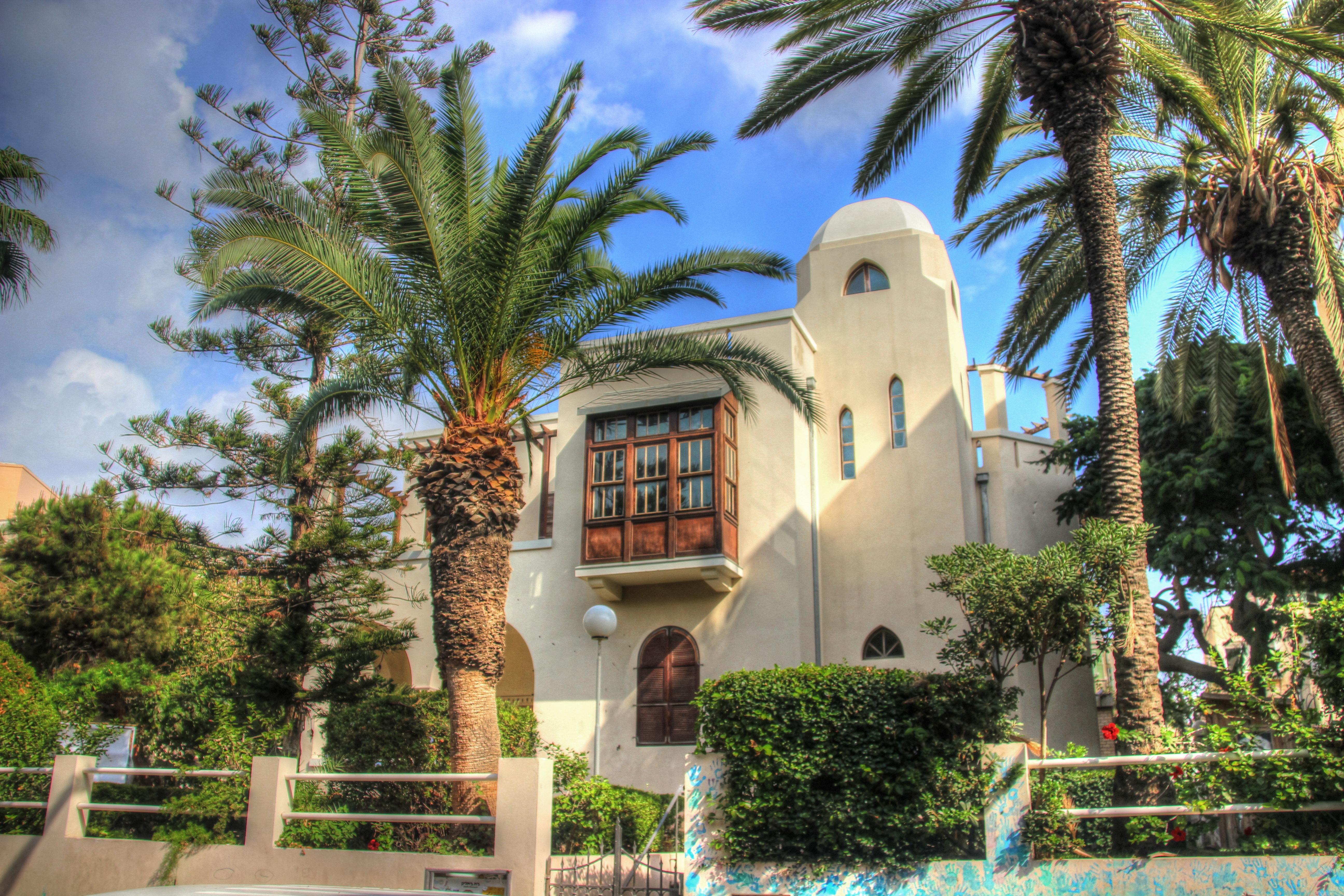
خانه بیالیک در تل‌آویو
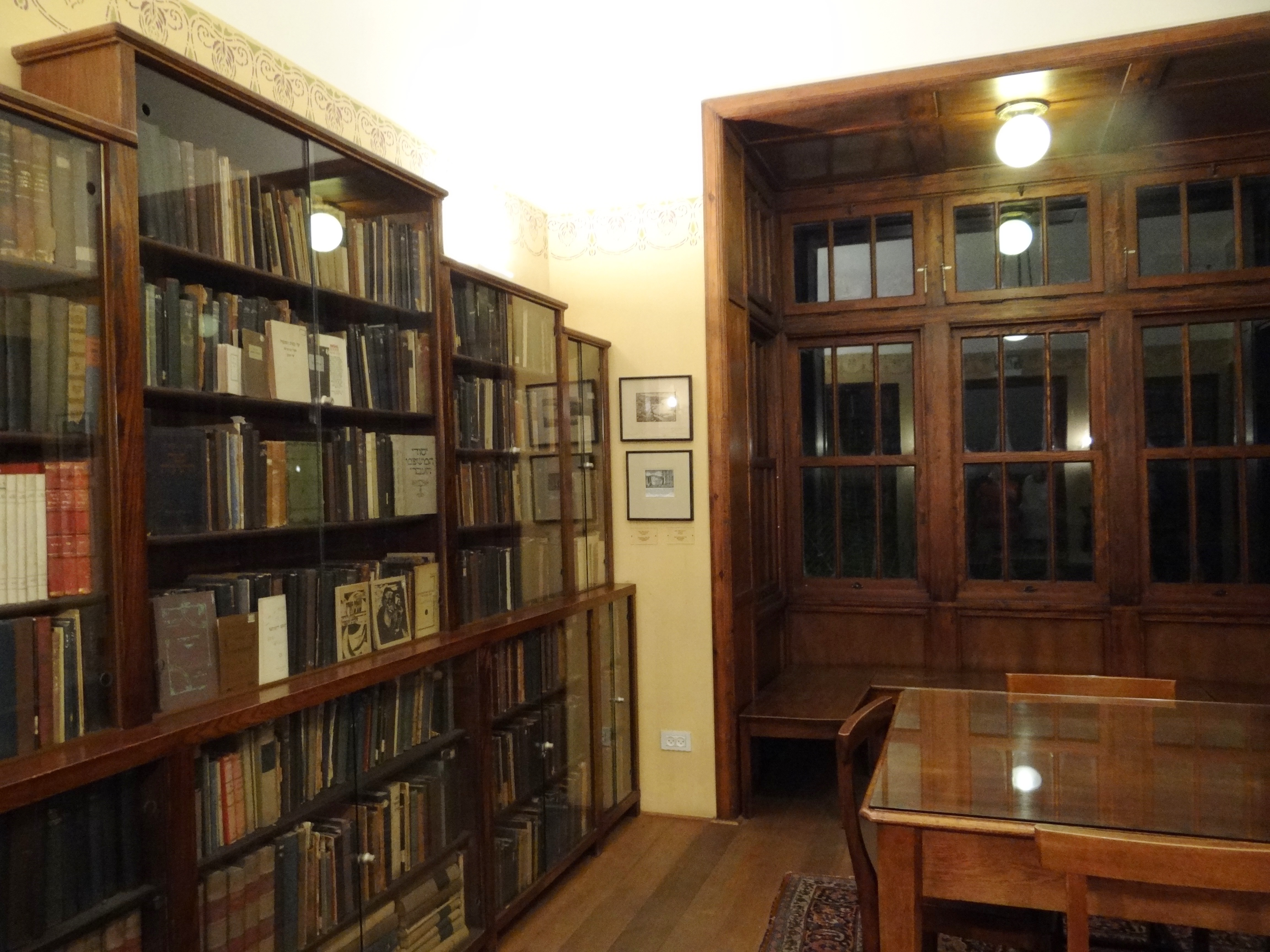
کتابخانه شخصی بیالیک
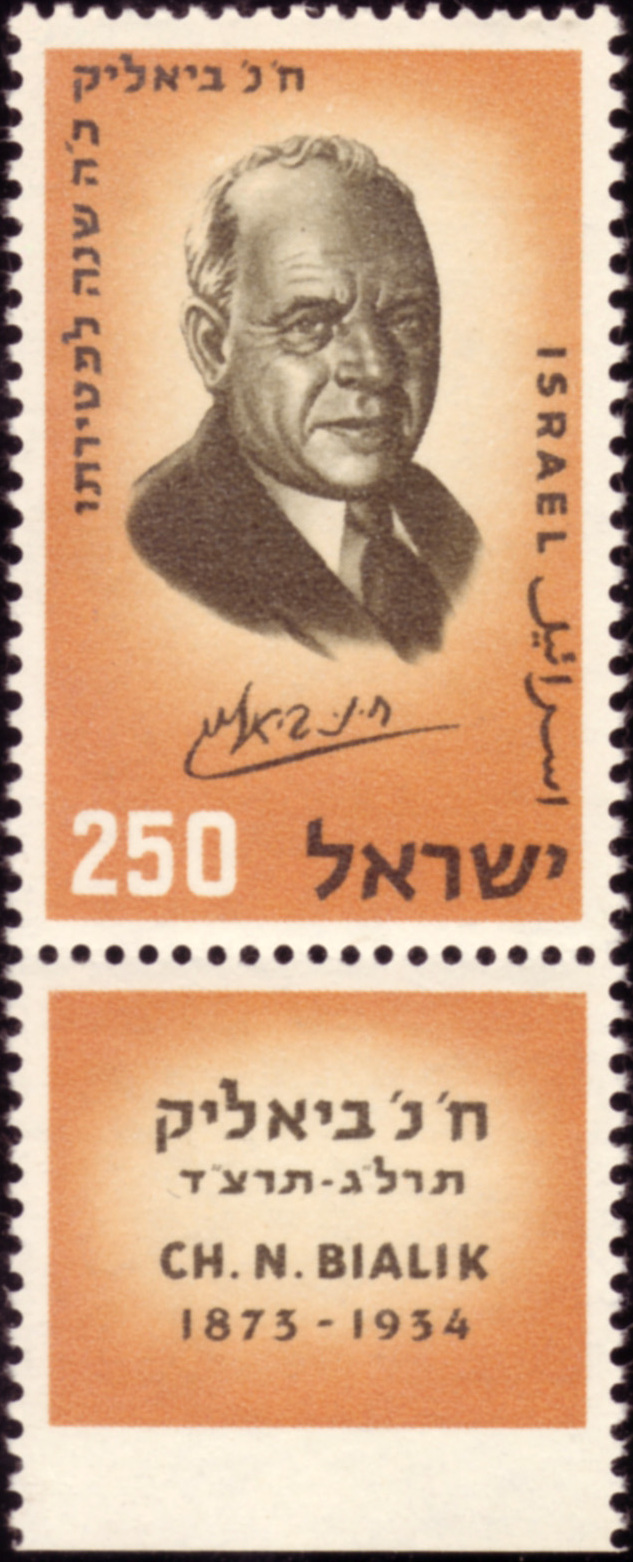
چاپ تمبر اسرائیل به افتخار حییم بیالیک
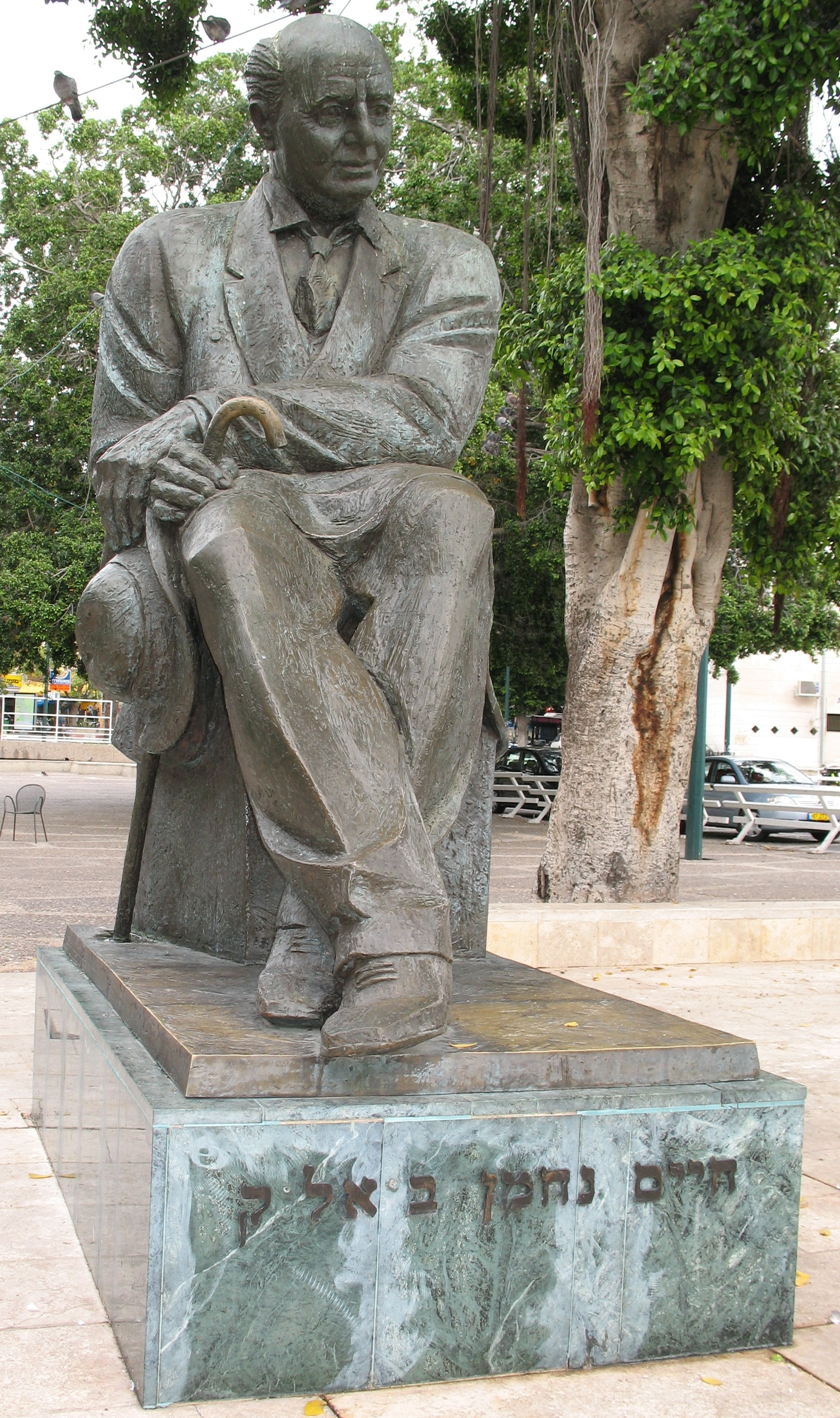
تندیسی از بیالیک در شهر رَمَت گَن